# Bassirou Diomaye Faye

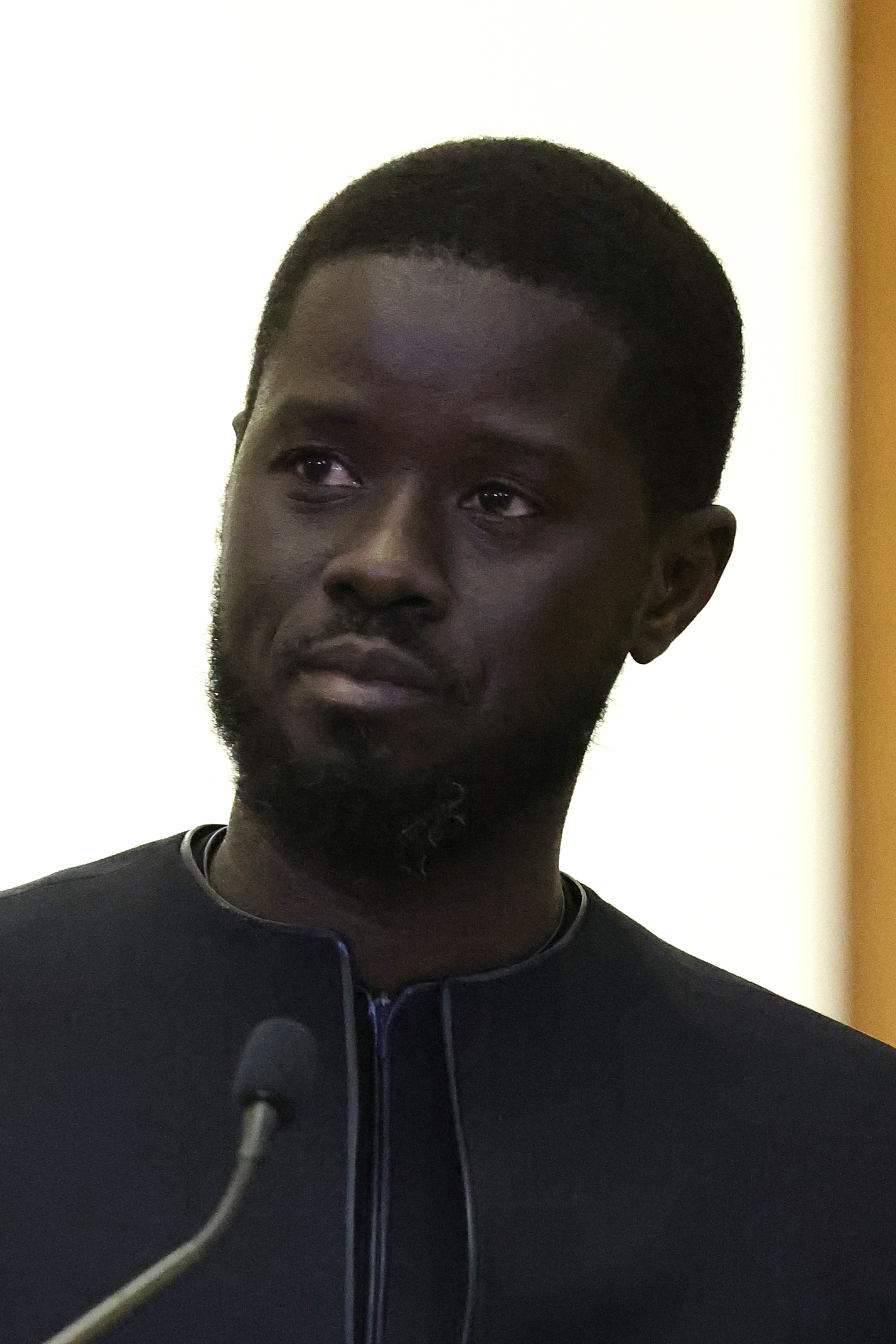
Bassirou Diomaye Faye (2024)

Bassirou Diomaye Faye (* 25. März 1980 in N’Diaganiao) ist ein senegalesischer Politiker. Er wurde bei der Präsidentschaftswahl 2024 zum Präsidenten Senegals gewählt.

## Leben
Bassirou Diomaye Faye wurde in Ndiaganiao im Département Mbour in der Region Thiès  geboren. Nachdem er sein Abitur abgeschlossen hatte, begann er im Jahr 2000 ein Studium der Rechtswissenschaften an der Université Cheikh Anta Diop de Dakar, das er mit einem Masterabschluss beendete. Im Jahr 2004, nur drei Monate nach seinem Abschluss, nahm Faye ein Studium an der École nationale d’administration du Senégal (ENA, Nationale Verwaltungshochschule Senegal) auf – der senegalesischen Hochschule für die Ausbildung von Führungskräften in der Verwaltung des Landes. Die Ausbildung dort schloss er im Jahr 2007 ab. Anschließend nahm er eine Stellung in der senegalesischen Finanzbehörde Direction Générale des Impôts et des Domaines (DGID, Generaldirektion für Steuern und Grundbesitz) an, wo er Ousmane Sonko traf. Beide spielten eine wichtige Rolle bei der Gründung einer Gewerkschaft und wurden unzertrennliche Mitglieder von Sonkos Partei, der PASTEF (Partei der Patrioten Senegals). Faye war bis zu seiner Verhaftung im April 2023 aufgrund von Vorwürfen wie der Verbreitung falscher Nachrichten, Beleidigung eines Beamten und Diffamierung einer konstituierten Körperschaft aktiv. Er wurde wegen Verleumdung und Richterbeleidigung inhaftiert, weil er auf Facebook die Justiz im Prozess gegen Sonko kritisiert hatte.

## Wirken

### Politischer Aufstieg
Als ehemaliger Steuerinspektor und Generalsekretär der PASTEF wollte Bassirou Diomaye Faye sich von der traditionell praktizierten Politik in Senegal abgrenzen. Auch nach Auflösung der PASTEF, die er zusammen mit Sonko und anderen jungen Senegalesen gegründet hatte, blieb Faye ein entschiedener Kämpfer gegen Korruption und chronische Armut in seinem Land. Er tritt für wirtschaftliche Souveränität ein und lehnt die Verwendung des CFA-Franc als Währung in Senegal ab – eine Währungsreform und die Neuverhandlung von Bergbau- und Kohlenwasserstoffverträgen hält er für dringend erforderlich.

### Präsidentschaft ab 2024
Bassirou Diomaye Faye nahm 2024 an den Wahlen in Senegal an Stelle des disqualifizierten Kandidaten Ousmane Sonko teil. Faye kündigte an, Senegals Souveränität stärken zu wollen, und trat deshalb auch für eine Neuverhandlung der Verteidigungsabkommen ein. Bei den Wahlen präsentierte Faye sich als Kandidat des Wandels und eines linken Panafrikanismus. Im Wahlkampf versprach er, für Korruptionsbekämpfung und eine gerechtere Verteilung der Einkünfte aus den Rohstoffvorkommen des Landes einzutreten. Der überraschende Wahlsieg von Bassirou Diomaye Faye, der erst kurz vor den Wahlen in Senegal aus der Haft entlassen wurde, markiert einen historischen Machtwechsel im Land; erstmals konnte sich ein Kandidat im ersten Wahlgang durchsetzen, an dem immerhin auch Ex-Premierminister Amadou Ba als Kandidat teilnahm. Internationale Kommentatoren hielten eine Demokratisierung des Landes und eine andere politische Landschaft als bisher in Senegal nun für möglich. Fayes Vereidigung am 2. April zog nicht nur lokale Aufmerksamkeit auf sich, sondern wurde auch von zahlreichen Würdenträgern, darunter 15 afrikanischen Staats- und Regierungschefs sowie von der Bevölkerung als „Sieg der Demokratie“ nach Jahren politischer Spannungen gefeiert. Faye ist mit 44 Jahren zum Zeitpunkt der Ernennung das jüngste Staatsoberhaupt in der Geschichte Senegals. Zum Premierminister ernannte er seinen Weggefährten Ousmane Sonko. Nachdem die Parlamentsmehrheit ein Misstrauensvotum gegen die Regierung Sonko angekündigt hatte, löste Präsident Faye am 12. September 2024 das Parlament auf und setzte Neuwahlen am 17. November 2024 an. Seine Partei gewann bei dieser Wahl mehr als die Hälfte der Parlamentssitze.